# Sun Yanan
Sun Yanan (chiń. upr. 孙亚楠; pinyin Sūn Yànán; ur. 15 września 1992) – chińska zapaśniczka, mistrzyni i wicemistrzyni świata. Brązowa medalistka olimpijska z Rio de Janeiro 2016 w kategorii 48 kg i srebrna w Tokio 2020 w kategorii 50 kg.
Złota medalistka mistrzostw świata z Budapesztu i mistrzostw Azji w 2011 i 2016. Druga na igrzyskach azjatyckich w 2014 i dziewiąta w 2018. Triumfatorka halowych igrzysk azjatyckich w 2017. Pierwsza w Pucharze Świata w 2013; druga w 2011, 2017 i 2018; trzecia w 2014 i 2019. Pierwsza na Światowych Igrzyskach Sportów Walki w 2010. Mistrzyni Azji juniorów w 2010 i 2011. Mistrzyni świata juniorów w 2010 roku.